# Thaumatagrion
Thaumatagrion is een geslacht van libellen (Odonata) uit de familie van de Breedscheenjuffers (Platycnemididae).

## Soorten
Thaumatagrion omvat 1 soort:
- Thaumatagrion funereum Lieftinck, 1932